# نونتا پادوانا
نونتا پادوانا (به ایتالیایی: Noventa Padovana) یک کومونه در ایتالیا است که در استان پادووا واقع شده‌است. نونتا پادوانا ۷٫۱۷ کیلومتر مربع مساحت و ۱۰٬۹۴۱ نفر جمعیت دارد و ۱۳ متر بالاتر از سطح دریا واقع شده‌است.